# МиГ-27
МиГ-27 (изделие 32-25, по кодификации НАТО: Flogger-D) — советский сверхзвуковой истребитель-бомбардировщик третьего поколения с крылом изменяемой стреловидности. Силовая установка однодвигательная. Предназначен для нанесения ударов по подвижным и неподвижным наземным и воздушным целям. Может нести тактическое ядерное оружие.
В связи с тяжёлой экономической обстановкой с 1993 года в России, Белоруссии и Украине практически все МиГ-27 и его модификации были выведены из эксплуатации и утилизированы в середине 90-х.
В Индии МиГ-27 эксплуатировались до 2019 года.

## История создания
К концу 1960-х перед советскими ВВС остро встала проблема замены устаревших истребителей-бомбардировщиков (таких как различные ударные модификации истребителей МиГ-17, МиГ-19, МиГ-21 и Су-7), переставших отвечать требованиям времени в части бортового прицельно-навигационного оборудования и номенклатуры управляемого вооружения. Нарекания также вызывала конструкция планеров большинства советских истребителей-бомбардировщиков предыдущих поколений, зачастую без изменений унаследованная от обычных истребителей. Конструкционные решения, позволявшие достичь на истребителях высоких лётно-технических характеристик и хороших показателей в боях против других самолётов, оказывались в значительной мере невостребованными на ударных версиях машин или даже осложняли выполнение ударов по наземным целям, которые и без того требовали от пилота высочайшей концентрации и подготовки.

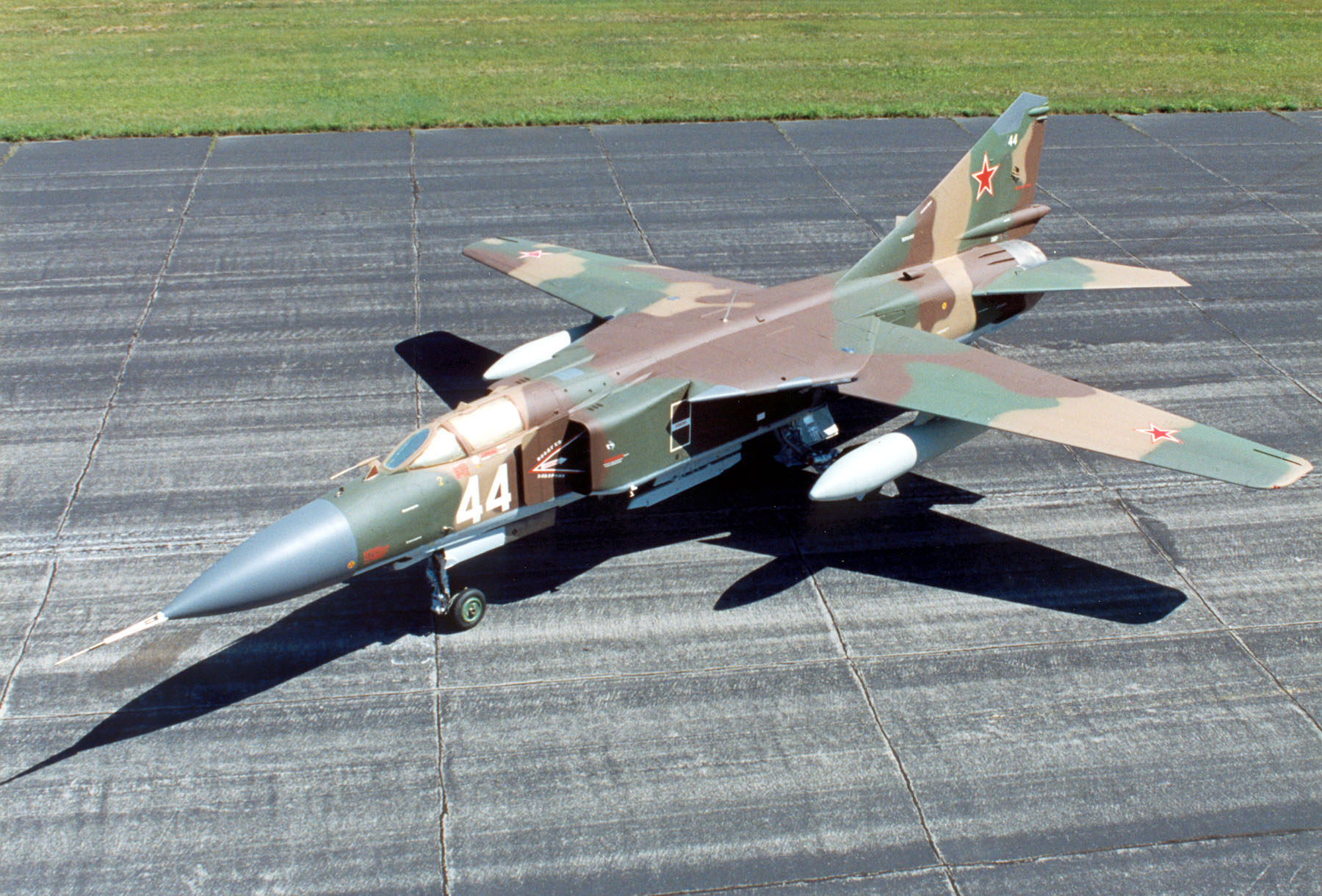
МиГ-23МЛД на стоянке

Проанализировав в полной мере достоинства и недостатки существовавших на тот момент истребителей-бомбардировщиков, инженеры конструкторского бюро Микояна и Гуревича (КБ «МиГ») пришли к выводу, что наиболее рациональным с точки зрения цена/качество вариантом создания нового ударного самолёта станет адаптация новейшего по тем временам истребителя МиГ-23 для решения ударных задач. При этом исходный самолёт путём многочисленных изменений оптимизировался для ударов по наземным целям, в то же время сохраняя унификацию по большинству элементов планера со своим «истребительным» собратом. Если во внешности нового ударного самолёта, получившего заводской индекс «изделие 32-24» и собственное имя МиГ-23Б, без особого труда можно проследить родство с самолётами семейства МиГ-23, то установленный прицельно-навигационный комплекс в корне отличается от размещённого на истребителе и полностью направлен на решение ударных задач. Последующие доработки конструкции и электронной начинки МиГ-23Б привели к созданию и принятию на вооружение ещё более совершенного МиГ-23БН, впоследствии широко экспортировавшегося в зарубежные страны.
Не сидели без дела и другие конструкторские бюро. КБ Сухого, руководствуясь аналогичными требованиями к новому ударному самолёту и отталкиваясь от конструкции истребителя-бомбардировщика Су-7Б, разработало весьма удачный истребитель-бомбардировщик Су-17. При одинаковом с МиГ-23Б/БН прицельно-навигационном оборудовании, Су-17 мог взять на борт больше боеприпасов, был дешевле в производстве и проще в эксплуатации, и, в целом, являлся серьёзным конкурентом для МиГ-23Б/БН.
Впрочем, изменения внесённые в конструкцию истребителя МиГ-23 при создании его ударной версии были скорее промежуточными, и новый самолёт имел достаточный потенциал для дальнейшего развития, что позволит впоследствии создать один из самых известных советских ударных самолётов.
Под руководством главного конструктора Г. А. Седова на базе двух МиГ-23Б были построены МиГ-23БМ. В конструкции планера были выполнены следующие изменения: была демонтирована система управляемых сверхзвуковых воздухозаборников УВД-23 и изменена конструкция шасси — усилены стойки и амортизаторы, установлены новые колёса с встроенными электровентиляторами обдува. Самолёт получил стояночный угол, близкий к горизонтальному, что положительно сказалось на разгонных характеристиках при взлёте.
Значительно было изменено бортовое оборудование. Был установлен прицельно-навигационный комплекс ПрНК-23, построенный на базе суперсовременной на тот момент БЦВМ «Орбита-20». Также в комплекс вошли: навигационный комплекс КН-23, визирная головка С-17ВГ и лазерный дальномер «Фон». ПрНК обеспечивал автоматический полёт по маршруту с возвращением на аэродром вылета или три запасных аэродрома, предпосадочный манёвр, бомбометание вне видимости земли — всего одиннадцать задач. В качестве артиллерийской системы вместо пушки ГШ-23Л было решено установить 30-мм шестиствольный автомат АО-18 корабельной артустановки АК-630, адаптированный для маленького бомбардировщика. Новая пушка была существенно доработана и облегчена, также дорабатывался и усиливался планер самолёта. Несмотря на впечатляющую эффективность получившей название артустановки ГШ-6-30А, на самолёт дополнительно могли подвешиваться пушечные контейнеры с пушками ГШ-23Л. Бомбовое вооружение размещалось на семи точках наружной подвески. Также самолёт мог нести ракету «воздух-поверхность» Х-23 и для самообороны — ракеты Р-3С (позднее — Р-13М). Управление оружием осуществляла система СУВ-2.
Предполагалось в будущем применять с самолёта противорадиолокационную ракету Х-28 с правой подкрыльевой катапультной установки АКУ-58-1. Под левой плоскостью подвешивался контейнер с аппаратурой управления «Метель-А». Однако строевые самолёты ни ракету, ни аппаратуру так и не получили.
В серии на все самолёты устанавливались двигатели Р-29Б-300. Только две машины получили АЛ-21Ф-3, для сравнительных испытаний с серийными.
Первый МиГ-23БМ поднялся в воздух 17 ноября 1972 года. Серийное производство самолётов осуществлялось на Иркутском авиазаводе. После официального принятия на вооружение в 1975 году самолёт получил новое наименование — МиГ-27.

## Конструкция
Самолёт выполнен по нормальной аэродинамической схеме с высокорасположенным крылом изменяемой стреловидности, цельноповоротным горизонтальным оперением и трёхопорным шасси.

### Планер
Планер самолёта конструктивно разделён на следующие основные части:
- носовую часть фюзеляжа;
- головную часть фюзеляжа, включающую закабинные отсеки спецоборудования, топливные баки, неподвижную часть крыла и боковые воздухозаборники;
- фонарь кабины;
- подвижные консоли крыла с интерцепторами, управляемыми носками, закрылками, топливными баками-отсеками;
- хвостовую часть фюзеляжа с топливным баком, килем, рулем поворота и стабилизатором.

### Фюзеляж
Фюзеляж МиГ-27 — полумонокок, имеющий клёпаную и сварную конструкцию. В клепаной части использован листовой материал из алюминиевого сплава, а для силовых элементов — штамповки из стали и алюминиевого сплава.
Технологически клепаная часть фюзеляжа выполнена из большого числа панелей, соединённых заклепками и точечной сваркой. Сварная часть состоит из отдельных панелей на контактной и аргоно-дуговой сварке.
Для удобства обслуживания наиболее часто вскрываемые крышки люков выполнены откидывающимися (люки носовой части фюзеляжа и люки двигательного отсека) на шомпольно-петлевых креплениях с легкоразъёмными замками, которые открываются при повороте подпружиненного винта при помощи шлицевой отвёртки против часовой стрелки на угол 90°.

### Крыло

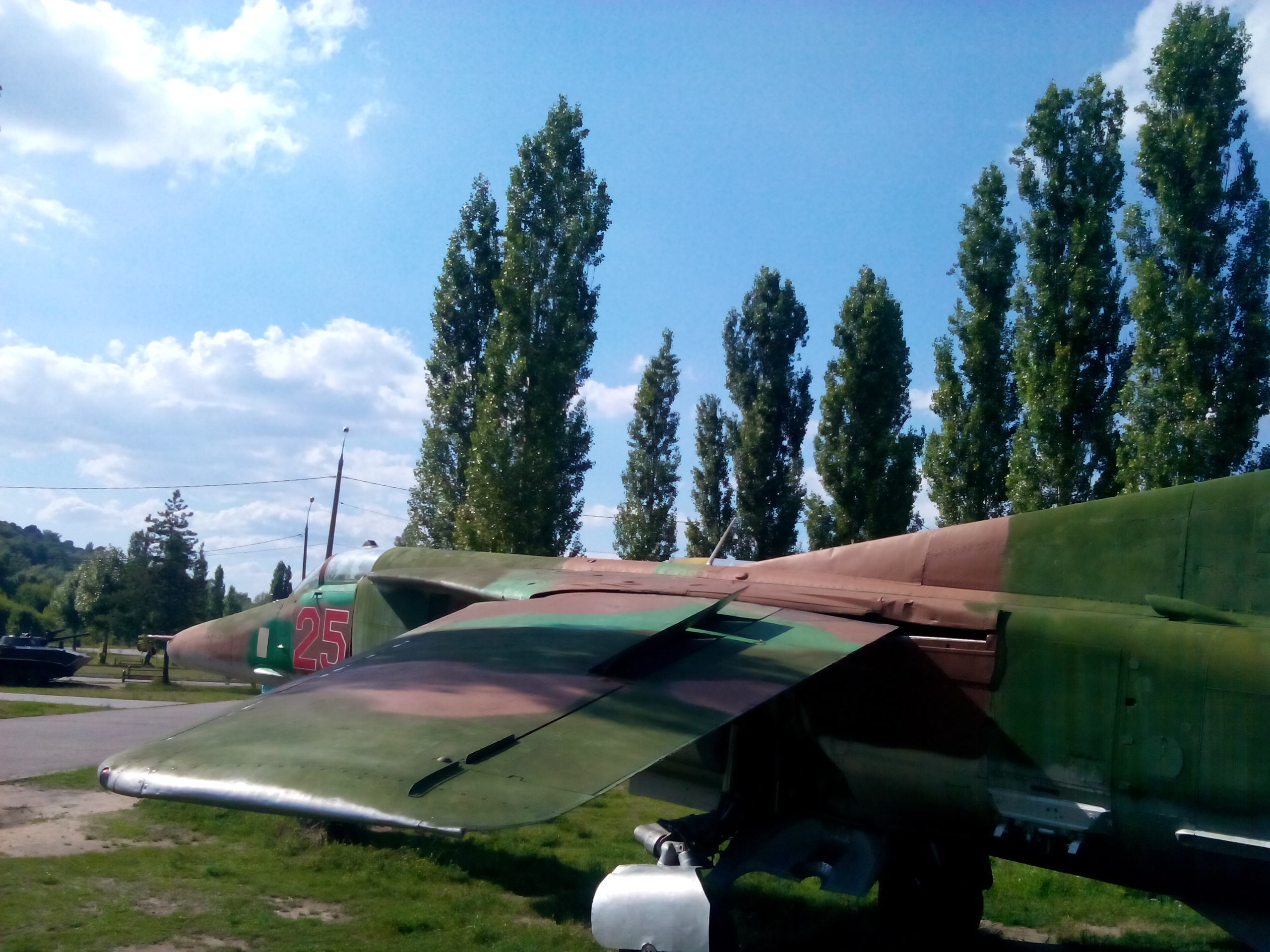
Крыло МиГ-27

Крыло состоит из двух неподвижных частей, закреплённых на фюзеляже, и двух поворотных трапециевидных консолей. Изменение угла стреловидности консолей осуществляется в пределах 16°—72° (имеются три предустановленных положения: 16°, 45° и 72°, но в реальности они на 2°40" больше). Центральный отсек — основной силовой элемент неподвижной части крыла. Он приварен к верхним частям шпангоутов № 18 и № 20. В отсеке размещаются узлы поворота консолей (они же — узлы крепления консолей) и отсеки крыльевых топливных баков.
Узел поворота крыла представляет собой сварную кессонную конструкцию, переходящую в мощную вилку, в которую вставляется поворотный узел подвижной консоли. Поворотная часть крыла двухлонжеронная. Консоль технологически делится на носовую, центральную и хвостовую части. Вихреобразующий «клык» имеет радиопрозрачную обшивку. Поворот консолей производится двухканальным гидроприводом системы перемещения крыла СПК-1, которая имеет винтовые шариковые преобразователи, трансформирующие вращательное движение в поступательное (управление перекладкой консолей — при помощи рычага, установленного в кабине на левом борту, рядом с РУД).
Отклоняемый носок поворотной части крыла — четырёхсекционный. Секции связаны между собой тягами управления. Отклонение и уборка производятся от общей гидросистемы. Для исключения образования щели между носком и верхней поверхностью крыла служит козырек из стали, по которому скользит профиль носка.
Лонжероны крыла изготовлены методом горячей штамповки из алюминиевого сплава. Герметизация отсеков крыла осуществляется герметиком, нагнетаемым через отверстия под болты, соединяющие панели обшивки с каркасом, в канавки, расположенные по всему периметру отсека. Второй герметизирующей барьер — резиновый жгут (валик), проложенный по всему периметру между каркасом и панелями. На верхней поверхности крыла имеется двухсекционный интерцептор.
Закрылок — трёхсекционный, его носовая часть выполнена из титанового сплава (1-я секция) и алюминиевого сплава (2-я и 3-я секции). Хвостовая часть закрылка представляет собой сотовый блок, образованный обшивкой из алюминиевого сплава и заполнителем из алюминиевой фольги толщиной 0,03 мм. По наружной поверхности закрылка проложена лента из стали, по которой скользит бобышка на прижимном щитке, закрывающая щель выреза в фюзеляже (в неё входит крыло при повороте). Управляются закрылки при помощи гидроцилиндров от общей гидросистемы. Все три секции закрылков соединены между собой цангами, но каждая секция управляется своим гидроцилиндром.
Щели между поверхностью убранных консолей и фюзеляжем, а также просветы между выпущенными консолями и фюзеляжем закрываются снизу и сверху неподвижными и подвижными щитками, которые одновременно выполняют роль аэродинамических зализов. Щитки обеспечивают необходимое уплотнение на любом угле атаки и при деформации крыла.
Неподвижные щитки центроплана — панели клёпаной конструкции, закреплённые на узле поворота крыла. На эти панели навешиваются нижний и верхний неподвижные щитки центроплана. Передние верхние и нижние щитки прижимаются к поверхности крыла при помощи пневмоцилиндров, закреплённых на фюзеляже. Для снижения трения к профилям герметизации неподвижных и подвижных щитков прикреплены фторопластовые накладки. Вертикальные шторки нижних щитков закрыты обтекателями. Между шторками и обтекателями с одной стороны и фюзеляжем — с другой также имеются фторопластовые накладки.

### Горизонтальное оперение
Цельноповоротное, состоит из переднего стрингера, лонжерона, набора нервюр и обшивки. Центральная часть имеет фрезерованные панели, носовая и хвостовая части — клёпаные. Внутри хвостовой части — сотовое заполнение. Каждая половина стабилизатора вращается на двух подшипниках. Корневой подшипник — комбинированный (игольчатый и сферический), установлен в бортовой нервюре, концевой — роликовый, расположен внутри стабилизатора.
В режиме поперечного управления (для создания крена самолёта) одна половина стабилизатора отклоняется вверх, другая вниз на один и тот же угол, не превышающий 10° при угле установки крыла 16—55° и 6,5° при угле установки крыла более 55°.

### Вертикальное оперение

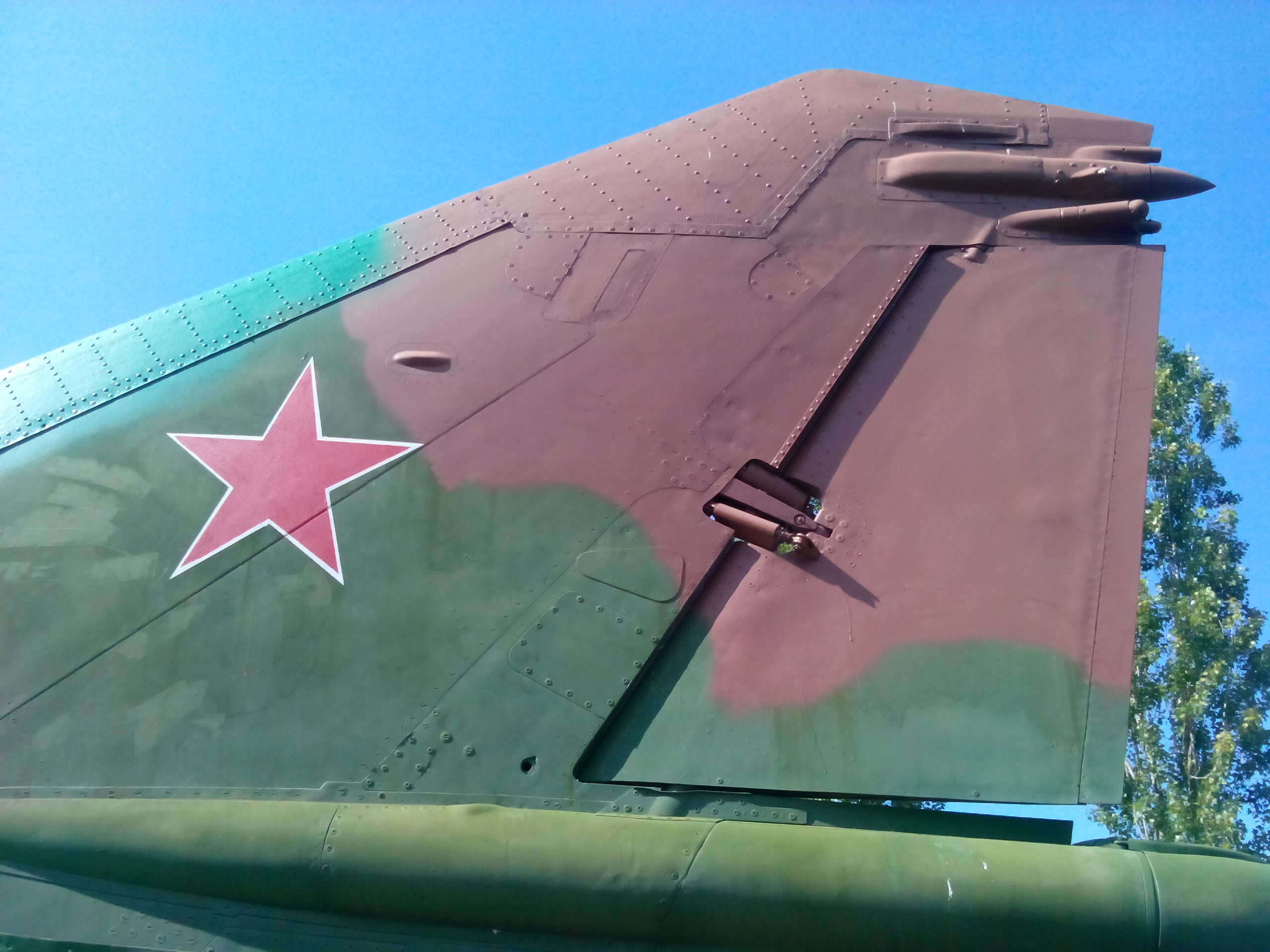
Вертикальное оперение МиГ-27

Включает киль и руль поворота. Каркас киля состоит из переднего стрингера, двух лонжеронов, набора листовых штампованных нервюр, фрезерованной нервюры № 9 и бортовой нервюры. Вся средняя часть киля изготовлена из фрезерованных панелей. В верхней части имеется радиопрозрачная законцовка с антеннами.
Руль поворота крепится к килю на трёх опорах. Носок руля — стальной, штампованный, в нём расположены демпферы СД-16-5000-0 А. Обшивка выполнена из алюминиевого сплава. Внутри носка имеется сотовый заполнитель,

### Фонарь кабины
Фонарь состоит из козырька и откидной части, поднимающейся и опускающейся при помощи воздушного цилиндра. Фонарь оборудован эксплуатационной системой управления откидной частью и аварийной системой сбрасывания.
Эксплуатационная система управления обеспечивает открывание и закрывание фонаря, его фиксацию на фюзеляже и герметизацию. Для предотвращения обледенения лобового стекла имеется электросистема обогрева.
Чтобы не допустить запотевания стёкол, внутри, по периметру нижней части фонаря, установлены трубы обдува горячим воздухом, отбираемым от компрессора ТРДФ.
Для вентиляции кабины при рулении или дежурстве на земле фонарь может быть приподнят на 100 мм (в таком положении фонаря самолёт может рулить на скорости до 30 км/ч).
Обзор назад обеспечивается при помощи смотрового прибора ТС-27АМШ, установленного на откидной части фонаря. На передней дуге откидной части также расположены два зеркала, обеспечивающие обзор плоскостей крыла (применяются на земле, при рулении и буксировке).
При аварийном сбросе четыре замка фонаря открываются энергией пиропатрона ПК-ЗМ-1.
По словам лётчика-испытателя Алексея Рачнова, благодаря отличному обзору из кабины МиГ-27 получил среди лётчиков прозвище «балкон».

### Катапультируемое кресло
Катапультируемое кресло КМ-1М обеспечивает покидание самолёта на всех высотах полёта в диапазоне скоростей от 130 км/ч до предельных для МиГ-27 во всём диапазоне высот (от 0 м) и включает глубокий заголовник, ограничитель разброса рук лётчика, систему фиксации лётчика в кресле, комплект ККО-5, обеспечивающий защиту лётчика от потока. Кресло укомплектовано автоматическим маяком — связной радиостанцией «Комар-2М», начинающим действовать сразу после срабатывания парашютной системы.
Для дублирования подрыва радиоаппаратуры системы «свой-чужой» имеется специальный механизм замыкания, срабатывающий одновременно с катапультой.
Процесс катапультирования проходит следующим образом: при вытягивании сдвоенной ручки катапультирования в начальный момент выдергивается чека, происходит накол капсюлей и срабатывание пиромеханизма плечевого притяга. Под давлением пороховых газов происходит притяг плечевых ремней, выпуск ограничителей разброса рук и выдвижение штока толкателя на кресло, при этом происходит поворот качалки, одно плечо которой приводит в срабатывание микровыключатель автоматического опускания светофильтра шлема ЗШ-5А, другое плечо через трос выдергивает чеку газогенератора сброса фонаря.

### Шасси

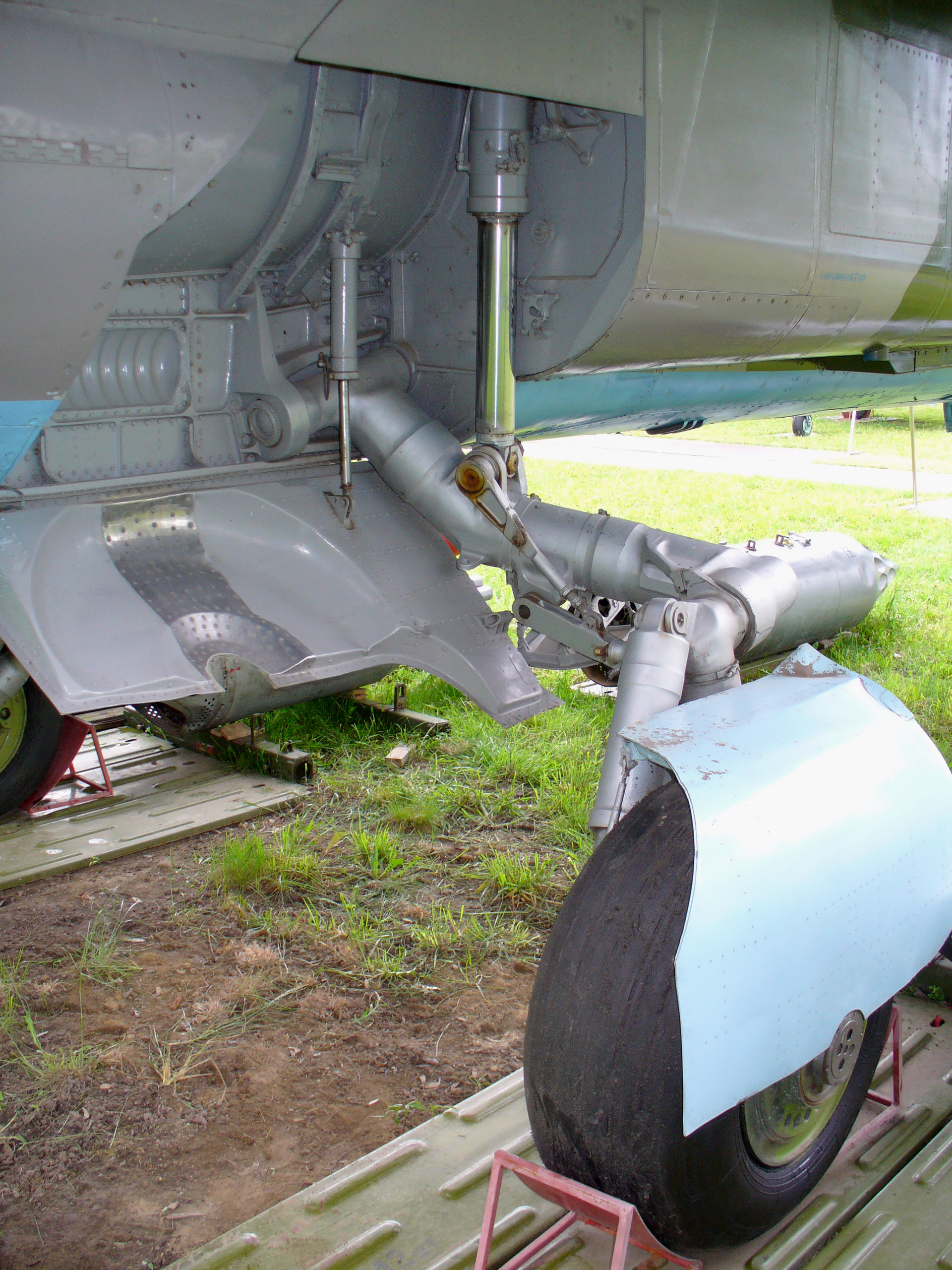
Основные стойки шасси МиГ-27

Шасси — трёхстоечное. Носовая стойка имеет два колеса с бескамерными шинами 520×140, основные стойки — по одному колесу с бескамерными шинами 840×360.
Основная стойка состоит из сварной балки, поворотного узла, консольной полувилки, механизма дополнительного разворота и выносного амортизатора. Амортизатор и полувилка закреплены на поворотном узле, установленном на балке и фиксирующимся от поворота при выпущенном шасси упорным болтом и кинематическим замком, образуемым качалкой и тягой.
При уборке шасси щиток гидроцилиндра, убираясь, производит поворот балки относительно оси её крепления, одновременно с этим происходит дополнительный разворот полувилки с колесом. Носовая стойка оборудована механизмом возврата колеса в нейтральное положение по полёту, размещённым внутри стойки.
На осях полувилок основных стоек и на оси колёс носовой стойки установлены грязезащитные щитки (в процессе эксплуатации самолёта щитки были сняты с целью обеспечения защиты воздухозаборников от попадания мелких посторонних предметов при движении по аэродрому), позволяющие самолёту рулить и взлетать с грунтовых аэродромов.
Носовая стойка шасси оборудована механизмом разворота колеса МРК-З2-25, предназначенным для разворота колёс на углы, пропорциональные отклонению педалей управления.
Тормоза МиГ-27 — дисковые, система торможения пневматическая.

### Воздухозаборник
Воздухозаборник — нерегулируемый. Входные части воздухозаборника отстоят от боковой поверхности фюзеляжа на 80 мм, образуя щели для слива пограничного слоя.

### Топливная система
Включает пять фюзеляжных и шесть крыльевых баков-отсеков, а также два отсека, обеспечивающих питание двигателя топливом при отрицательных перегрузках.
Фюзеляжный бак № 1 расположен вокруг воздушного канала двигателя, бак № 1А расположен под поликом закабинного отсека, бак № 3 размещается над двигателем и имеет форму полукольца, бак № 4 расположен в кольцевой части фюзеляжа, бак № 2 — расходный.
Заданный порядок выработки топливных баков поддерживается автоматически при помощи специальных клапанов.
Крыльевые ПТБ ёмкостью по 800 л устанавливаются и сбрасываются совместно с держателем (сброс производится при помощи пиротолкателя). Их эксплуатация возможна только при крыле, установленном на угол 16°.
Система заправки топливом — централизованная для всех баков (кроме ПТБ), осуществляется через приёмный узел заправки. Допускается и открытая заправка топливом через заливные горловины топливных баков.
Возможна частичная заправка топливом, когда перекрываются (отвёрткой, с нажатием и поворотом на 90°) краны доступа топлива в крыльевые баки-отсеки, расположенные у основания поворотной части крыла, снизу.

### Гидросистема
Гидросистема подразделяется на две автономные системы: бустерную и общую. Каждая из них имеет насос переменной производительности НП-70А-3, приводимый в действие от самолётного двигателя.
Бустерная система обслуживает одну из камер двухкамерных бустеров стабилизатора (БУ-170А) и интерцепторов (БУ-190А), а также правый гидромотор системы поворота крыла СПК-1.
Общая гидросистема обеспечивает питанием однокамерный бустер БУ-270 руля направления, вторую камеру бустеров стабилизаторов и интерцепторов, левый гидродвигатель системы СПК-1, а также работу шасси, закрылков, тормозных щитков, механизма разворота носовых колес, системы СОУА, поворотной части гребня (подфюзеляжного киля), створок турбостартера ТС-21, механизма летной загрузки педалей, переключение ступеней управления стабилизатором в режиме крена и автоматическое торможение колес при уборке шасси.
Дополнительным источником гидравлической энергии являются шаровые гидроаккумуляторы, установленные по одному в каждой системе и обеспечивающие работоспособность системы при мгновенных расходах рабочей жидкости. Газовые полости гидроаккумуляторов заряжаются техническим азотом.
При работе двигателя в режиме авторотации гидронасос бустерной системы может быть переведен на аварийный двухскоростной привод, выполненный в виде отдельного агрегата, вмонтированного в корпус коробки агрегатов. Рабочее давление в гидросистеме 210 кг/см².

### Воздушная система
Воздушная система состоит из двух: основной и аварийной. Основная система обеспечивает герметизацию и подъём фонаря, пневмосистему прижима крыльевых щитков-уплотнений между подвижными поворотными консолями и неподвижными частями крыла и планером, торможение колёс шасси, закрытие перекрываемого клапана топливной системы, управление тормозным парашютом.
Аварийная система обеспечивает аварийное торможение основных колёс шасси и аварийный выпуск шасси с одновременной уборкой поворотной части гребня.
В качестве баллонов воздушной системы использованы полости основных стоек шасси и осей их вращения. Воздушным баллоном основной системы является полость балки правой стойки шасси, баллоном аварийной системы служит балка левой стойки шасси.
Система кондиционирования кабины
Система кондиционирования кабины служит для поддержания в кабине лётчика и некоторых отсеках БРЭО оптимального температурного режима и давления. На высотах 0—2000 м осуществляется свободная вентиляция кабины, с высоты более 2000 м давление постепенно возрастает, достигая на высоте 9000—12000 м величины 0,3 кгс/см². Эта величина поддерживается до потолка самолёта без изменений.
Регулировка давления производится регулятором АРД-57В. При чрезмерно больших давлениях срабатывает предохранительный клапан 127Т.
Воздух «холодной» линии для питания кабины отбирается от компрессора двигателя, проходит через охладительное устройство (в состав его входит воздушный радиатор, испарительный радиатор (бачок для заправки дистиллированной водой находится в правой нише шасси) и турбохолодильник). По «горячей» линии воздух подходит к обратному клапану, минуя охладительное устройство. Перед входом в обратный клапан обе линии соединяются в одну, и смешанный воздух подаётся к крану питания кабины и в коллекторы обдува фонаря, козырька и ног летчика.

### Бортовоерадионавигационное оборудование

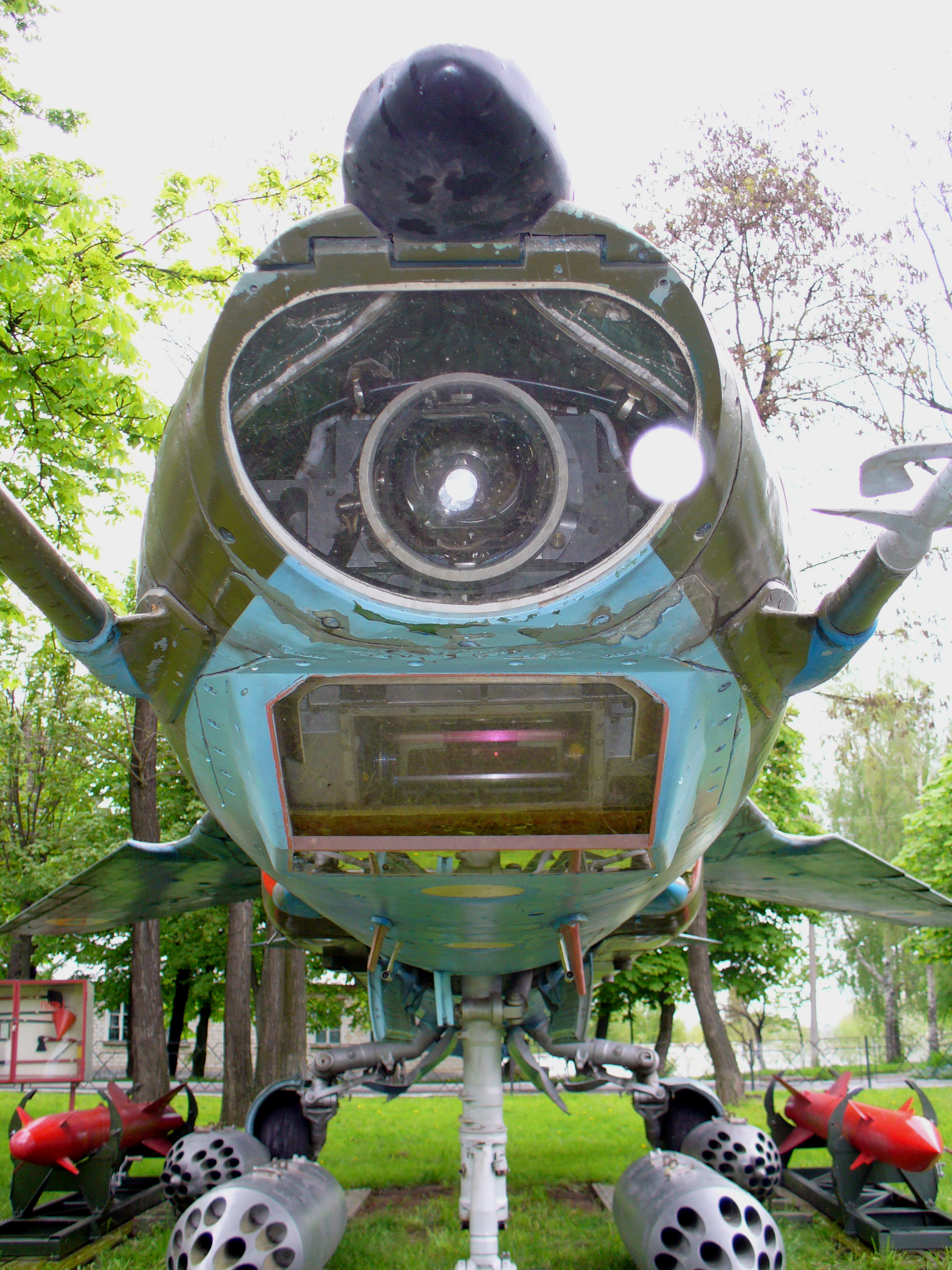
Оптические окна лазерно-телевизионной прицельной системы «Кайра-23» самолёта МиГ-27К. Нижнее окно под ТВ-канал с лазерным дальномером-целеуказателем, верхнее под приёмник лазерного дальномера

Представлены данные о общем для всех модификаций МиГ-27 оборудовании (прочее оборудование в различных модификациях самолёта различно):
- бортовая цифровая вычислительная машина «Орбита-20-23К»
- прицельно-навигационный комплекс ПрНК-23
- навигационный комплекс КН-23 (шесть ППМ и четыре аэродрома)
- лазерный дальномер и визирная головка С-17ВГ в кабине летчика
- система автоматического управления САУ-23
- инерциальная курсовертикаль ИКВ-8
- система воздушных сигналов СВС-П-72
- радиотехническая система ближней навигации РСБН-6С
- доплеровский измеритель скорости и сноса ДИСС-7
- система обнаружения излучения неприятельских РЛС СПО-15 «Берёза»
- система радиоопознавания «свой/чужой»
- радиовысотомер РВ-5 или А-031
- радиостанция Р-832М

## Модификации

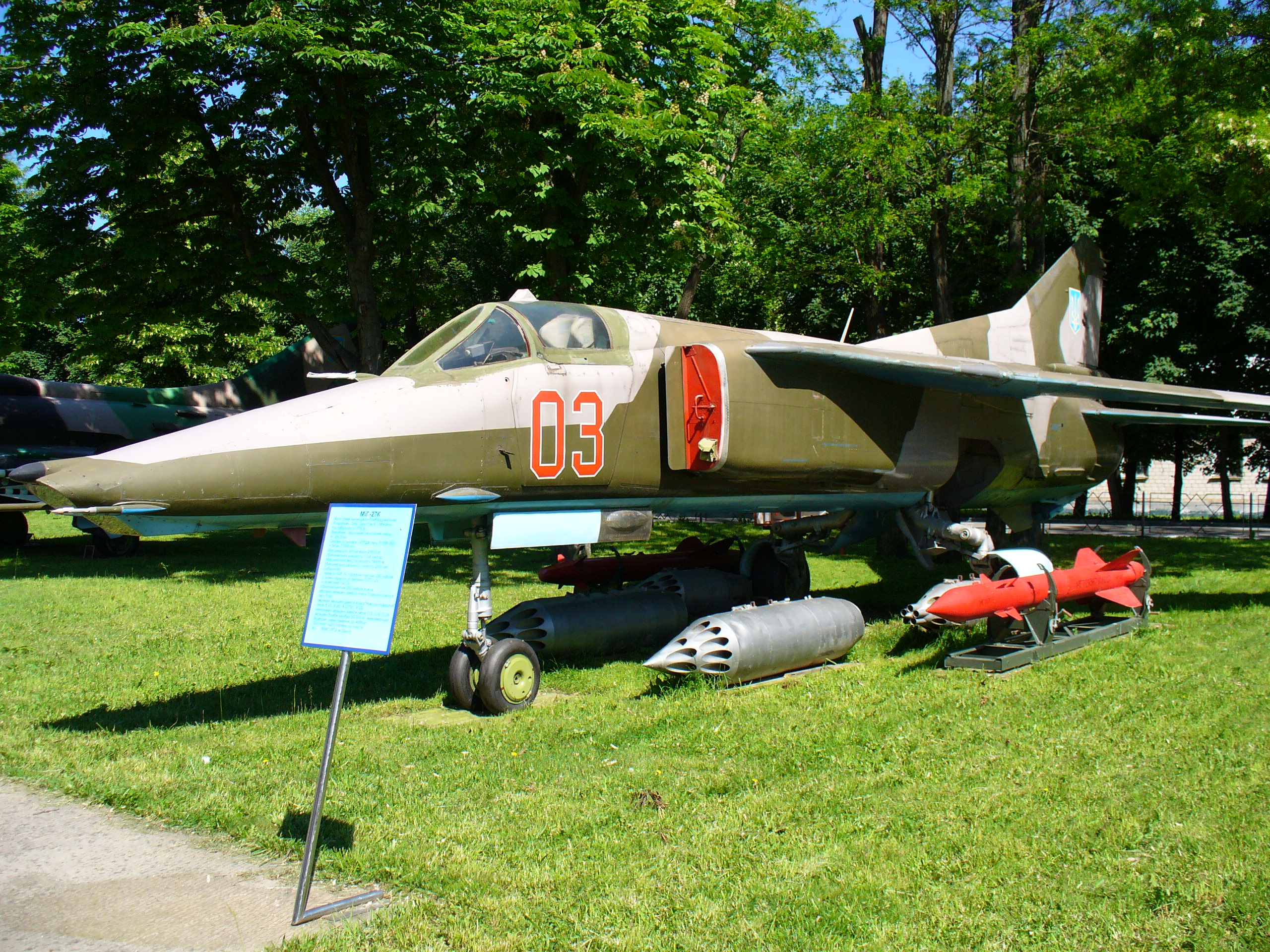
МиГ-27К — экспонат Музея ВВС Украины, г. Винница, Украина

| Название модели                                                                            | Краткие характеристики, отличия. |
| ------------------------------------------------------------------------------------------ | --- |
| МиГ-23Б и МиГ-23БН («изделия 32-24 и 32-24Б»)                                              | Непосредственные родоначальники самолётов серии МиГ-27, имеющие практически идентичную «двадцать седьмым» конструкцию. МиГ-23Б/БН — одна из попыток советских конструкторов путём модификации истребителя МиГ-23 создать замену стоящему тогда на вооружении истребителю-бомбардировщику Су-7Б, отличающемуся невысокими возможностями бортового прицельного и навигационного оборудования. В целом оправдал возлагавшиеся на него надежды, но вскоре был сменен более совершенным МиГ-27. Всего построено 624 МиГ-23БН, большая часть которых предназначалась на экспорт. |
| МиГ-23БМ («изделие 23БМ») с февраля 1975 года МиГ-27                                       | Результат модернизации (использование другого двигателя, изменения конструкций воздухозаборников, узлов подвески и шасси, замена встроенной пушки ГШ-23Л на ГШ-6-30А, внесение изменений в бортовое оборудование) МиГ-23Б и МиГ-23БН с учётом опыта их эксплуатации. Всего изготовлено 360 самолётов. |
| МиГ-27Д («изделие 32-27»)                                                                  | Результат модернизации МиГ-27 ранних серий (кроме МиГ-27К) до уровня МиГ-27М. Всего переоборудовано 304 самолёта. |
| МиГ-27К «Кайра» («изделие 23БК») до принятия на вооружение в 1976 году именовался МиГ-23БК | Был оснащён прицельно-навигационным комплексом ПрНК-23К, в состав которого входила цифровая электронно-вычислительная машина «Орбита-20-23 К» и лазерно-телевизионная прицельная система «Кайра-23». На момент создания, по совокупности характеристик, МиГ-27К являлся одним из сильнейших истребителей-бомбардировщиков в мире. Всего изготовлено 197 машин. |
| МиГ-27М («изделие 32-29»)                                                                  | Попытка создать истребитель-бомбардировщик, приближающийся по характеристикам бортового оборудования к МиГ-27К, но при этом стоящий дешевле и требующий менее квалифицированных лётчиков и техников. По боевым характеристикам, в целом, слабее МиГ-27К, но значительно надёжнее и дешевле в эксплуатации. Всего изготовлено 162 машины. |
| МиГ-27МЛ «Бахадур» («изделие 32-29Л») иногда упоминается как МиГ-27Л                       | Экспортная версия МиГ-27М. Всего поставлено из СССР и выпущено в Индии 210 самолётов. |

## Тактико-технические характеристики и вооружение

Три проекции МиГ-27

Приведённые ниже характеристики соответствуют модификации МиГ-27К:
- Экипаж: 1 человек
- Длина: 17,10 м
- Размах крыла:
  - в сложенном положении: 7,40 м
  - в развёрнутом положении: 13,80 м
- Удлинение крыла:
  - в сложенном положении: 5,22
  - в развёрнутом положении: 1,77
- Высота: 5 м
- Колея шасси: 2,66 м
- База шасси: 5,77 м
- Площадь крыла:
  - в сложенном положении: 34,16 м²
  - в развёрнутом положении: 37,35 м²
- Вес пустого: 11 908 кг
- Вес снаряжённого: 18 100 кг
- Максимальный взлётный вес: 20 670 кг
- Двигатель: 1 турбореактивный Р-29-300
  - максимальная тяга: 81 кН
  - тяга на форсаже: 113 кН
- Тяговооружённость: 0,61
- Максимальная скорость:
  - у земли: 1350 км/ч (M = 1,10)
  - на высоте 8000 м: 1885 км/ч (M = 1,77)
- Практический потолок: 14 000 м
- Скороподъёмность: 200 м/с
- Нагрузка на крыло: 605 кг/м²
- Топливо во внутренних баках: 4560 кг (5400 л)
- Топливо во внешней подвеске: до трёх ПТБ ёмкостью по 790 л
- Перегоночная дальность: 2500 км
- Боевой радиус: 780 км при полёте по профилю «малая-малая-малая высота» с двумя ракетами Х-23 и тремя подвесными баками или 540 км по тому же профилю, но без подвесных баков.
- Пробег при нормальной посадочной массе:
  - без использования тормозного парашюта: 1300 м
  - с использованием тормозного парашюта: 900 м

- Вооружение:

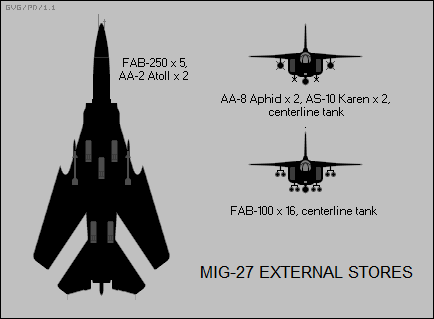
Расположение узлов подвески вооружения МиГ-27

  - Одна автоматическая шестиствольная пушка ГШ-6-30А калибра 30 мм с боекомплектом 260—300 снарядов. Из-за огромной мощности пушки имелись ограничения на её применение (стрельба полным боекомплектом могла привести к отказам электронного оборудования, выпаданию приборных панелей, взрывам посадочно-рулёжных фар). Перед вылетом на стрельбу полным боекомплектом предполагалось снимать посадочно-рулёжные лампы-фары ПРФ-4, а отверстия глушить заглушками.
  - Боевая нагрузка: до 4000 кг различного вооружения на 7 узлах подвески вооружения: центральный подфюзеляжный (обычно используется для подвески ПТБ), 2 под воздухозаборниками двигателя, 2 под хвостовой частью фюзеляжа и 2 под неподвижной частью крыла. Ещё два узла могут быть установлены под поворотными консолями крыла, но сами они не являются поворотными, и при их использовании невозможно изменить стреловидность. Обычно эти узлы используются при перегоночных полётах и несут дополнительные баки. Задние пилоны используются редко, так как в этом случае из-за проблем с центровкой приходится сокращать запас топлива на борту машины.

Возможные варианты подвески (для МиГ-27К):
- УР воздух — воздух малой дальности Р-13М или Р-60 (Р-60М);
- УР воздух-земля Х-23М, Х-25МЛ и МР, Х-29Л и Т;
- ПРЛУР Х-27ПС, Х-25МП или Х-31П;
- НАР С-5, С-8, С-13 или С-24;
- бомбы — до 8 ФАБ-500
- возможна подвеска ядерных бомб 10—30 кт
- бомбовые кассеты РБК-250,
- бетонобойные БетАБ-250 и БетАБ-500,
- бронебойные бомбы, баки с зажигательной смесью
- УАБ КАБ-500Л, КАБ-500ОД, КАБ-500Кр.
- Возможна подвеска контейнеров СППУ-22 или УПК-23-250 с 23-мм пушкой ГШ-23

Самолёт МиГ-27М может брать на борт:
- до двух ракет класса воздух-поверхность типа Х-29Л;
- до четырёх ракет класса воздух-поверхность типа Х-25МЛ;
- до двух ракет класса воздух-поверхность типа Х-23М с блоком управления «Дельта-НМ»;
- до двух противорадиолокационных ракет Х-27ПС с блоком управления «Вьюга»;
- до четырёх ракет класса воздух-воздух Р-13М или Р-60 (Р-60М);
- до четырёх блоков УБ-32 со 128 НАР С-5 (55 мм);
- до четырёх блоков Б-8М с 80 НАР С-8 (80 мм);
- до четырёх НАР С-24;
- до 22 бомб ОФАБ-100 (перегрузочный вариант);
- до девяти бомб ФАБ-250 (расположены под крылом по схеме тандем);
- до восьми бомб ФАБ-500 (при максимальной взлетной массе, под крылом по схеме тандем);
- до четырёх зажигательных баков ЗБ-500;
- до двух подвесных пушечных установок СППУ-22;
- до трёх ПТБ ёмкостью по 800 л.

## Сравнение с аналогами
|                      | Су-17                 | МиГ-27                | LTV A-7 Corsair II            | Grumman A-6 Intruder          | Mitsubishi F-1                |
| -------------------- | --------------------- | --------------------- | ----------------------------- | ----------------------------- | ----------------------------- |
|                      |                       |                       |                               |                               |                               |
| Первый полёт         | 2 августа 1966 года   | 17 ноября 1972 года   | 27 сентября 1965 года         | 19 апреля 1960 года           | 3 июня 1975 года              |
| Принят на вооружение | 1970 год              | 1975 год              | 1967 год                      | 1963 год                      | 1978 год                      |
| Годы производства    | 1969 — 1990           | 1973 — 1994           | 1965 — 1984                   | 1962 — 1990                   | 1977 — 1987                   |
| Единиц произведено   | 2867                  | 1412                  | 1569                          | 693                           | 77                            |
| Статус               | Состоит на вооружении | Состоит на вооружении | Снят с вооружения в 2014 году | Снят с вооружения в 1997 году | Снят с вооружения в 2006 году |

|                      | SEPECAT Jaguar        | Dassault-Breguet Super Étendard | Hawker Siddeley Buccaneer     | СОКО J-22 Орао        | IAR 93                        |
| -------------------- | --------------------- | ------------------------------- | ----------------------------- | --------------------- | ----------------------------- |
|                      |                       |                                 |                               |                       |                               |
| Первый полёт         | 8 сентября 1968 года  | 28 октября 1974 года            | 30 апреля 1958 года           | 31 октября 1974 года  | 31 октября 1974 года          |
| Принят на вооружение | 1972 год              | 1978 год                        | 1962 год                      | 1978 год              | 1978 год                      |
| Годы производства    | 1968 — 1981           | 1977 — 1983                     | 1961 — 1977                   | 1978 — 1992           | 1976 — 1990                   |
| Единиц произведено   | 573                   | 85                              | 206                           | 165                   | 86                            |
| Статус               | Состоит на вооружении | Состоит на вооружении           | Снят с вооружения в 1993 году | Состоит на вооружении | Снят с вооружения в 1998 году |

## На вооружении

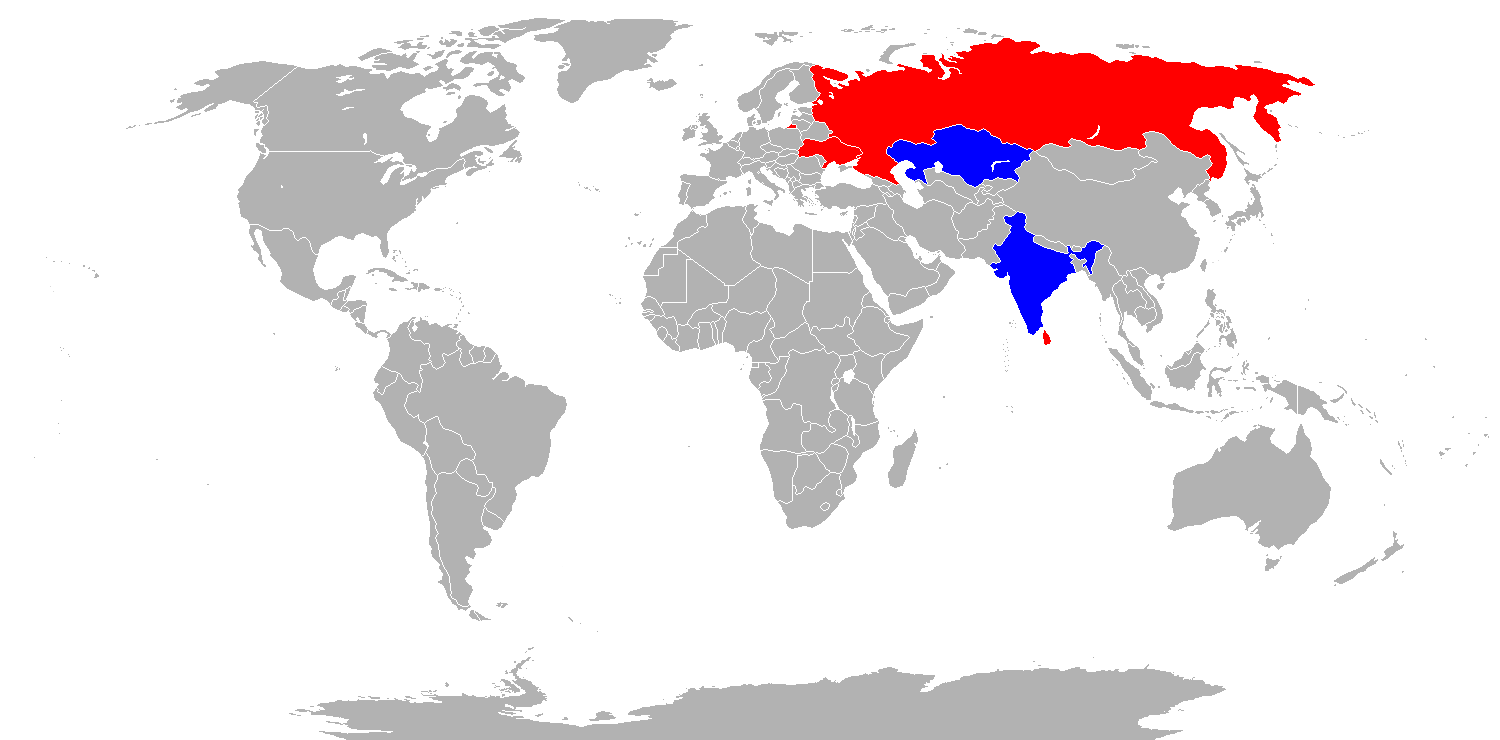
Государства-эксплуатанты МиГ-27 (красный — бывшие, синий — действующие)

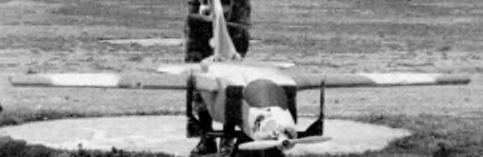
FQM-117B «Флоггер-Д», уменьшенная в девять раз копия МиГ-27, используемая в США в качестве воздушной мишени

### Бывшие эксплуатанты
- СССР — состоял на вооружении вплоть до распада страны в 1991 году.
  -  Казахстан — 12 МиГ-27, по состоянию на 2024 год (все на хранении, выставлены на продажу)[5]
  -  Россия — в 1993 году в связи с изменением политической обстановки и тотальной нехваткой средств началось массовое списание МиГ-27, с последующим расформированием полков и сдачей машин на базы хранения в Липецке, Тамбове, Степи, Чебеньках и в Славгороде.
- Алжир[6]
- Болгария — ВВС Болгарии первыми из стран Варшавского договора получили новые истребители-бомбардировщики и оказались последними, кто их эксплуатировал из бывших государств ОВД.
- ГДР — ВВС ГДР имели в своём составе одну истребительно-бомбардировочную эскадру JBG37 «Клемент Готтвальд», вооружённую МиГ-23БН. Первые самолёты были поставлены в 1979 году. Всего было получено 22 машины.
- Египет — в середине 1974 года Египет получил партию истребителей бомбардировщиков МиГ-23БН в экспортной комплектации «Б», что предусматривало, кроме упрощенного оборудования и вооружения, отсутствие станции РЭБ «Сирень». К 1980 года в ВВС Египта оставалось 12 МиГ-23БН, большая часть которых находилась на консервации.
- Индия — 60 МиГ-27МЛ, по состоянию на 2019 год[7] 27 Декабря 2019 года были выведены из эксплуатации в рамках программы по модернизации.[8]
- Ирак — первые МиГ-23БН стали поступать на вооружение ВВС Ирака в 1974 году. Было поставлено около 80 самолётов. В ходе операции «Буря в пустыне» иракские МиГи большей частью были уничтожены на аэродромах ударами с воздуха.
- Ливия — правительство Ливии заказало 50 МиГ-23БН в 1974 году. К 1991 году большинство из поставленных МиГ-23БН оставались в строю и проходили службу в 1070-й и 1071-й эскадрилье. В настоящее время местоположение сохранившихся самолётов, техническое состояние и планы Переходного национального совета Ливии по их использованию неизвестны.
- Куба — кубинские ВВС получили 45 МиГ-23БН в сентябре 1978 года. Были использованы в Анголе для борьбы с силами оппозиционной группировки УНИТА и поддерживающими её войсками ЮАР. Кубинские МиГ-23БН действовали без потерь с аэропорта Луанды и аэродромов Луэна и Лобиту до своего вывода на Кубу в 1989 г. По другим данным, несколько самолётов было потеряно[9]. В 1980 поступила партия Миг-27 от СССР, количество неизвестно. Оставшиеся исправными МиГ-23БН и МиГ-27 сданы на консервацию[10].
- Чехия — после разделения Чехословакии в 1993 году на Чехию и Словакию 28-й полк в полном составе вошёл в ВВС Чехии и до снятия с вооружения продолжал полёты со своего постоянного аэродрома.
- Чехословакия — в 1978 году ВВС Чехословакии получили 32 МиГ-23БН. Все они были сосредоточены в 28-м SBLP с аэродромом постоянного базирования Часлав.
- Шри-Ланка — 6 МиГ-27М, в нелётном состоянии[11]

### МиГ-27 в ВВС Индии

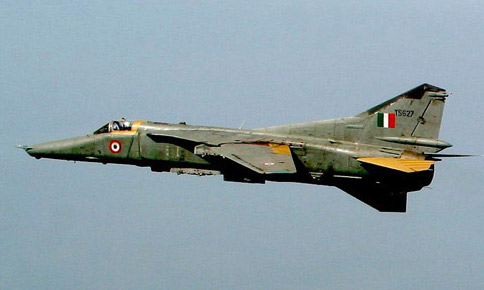
МиГ-27МЛ «Бахадур» ВВС Индии.

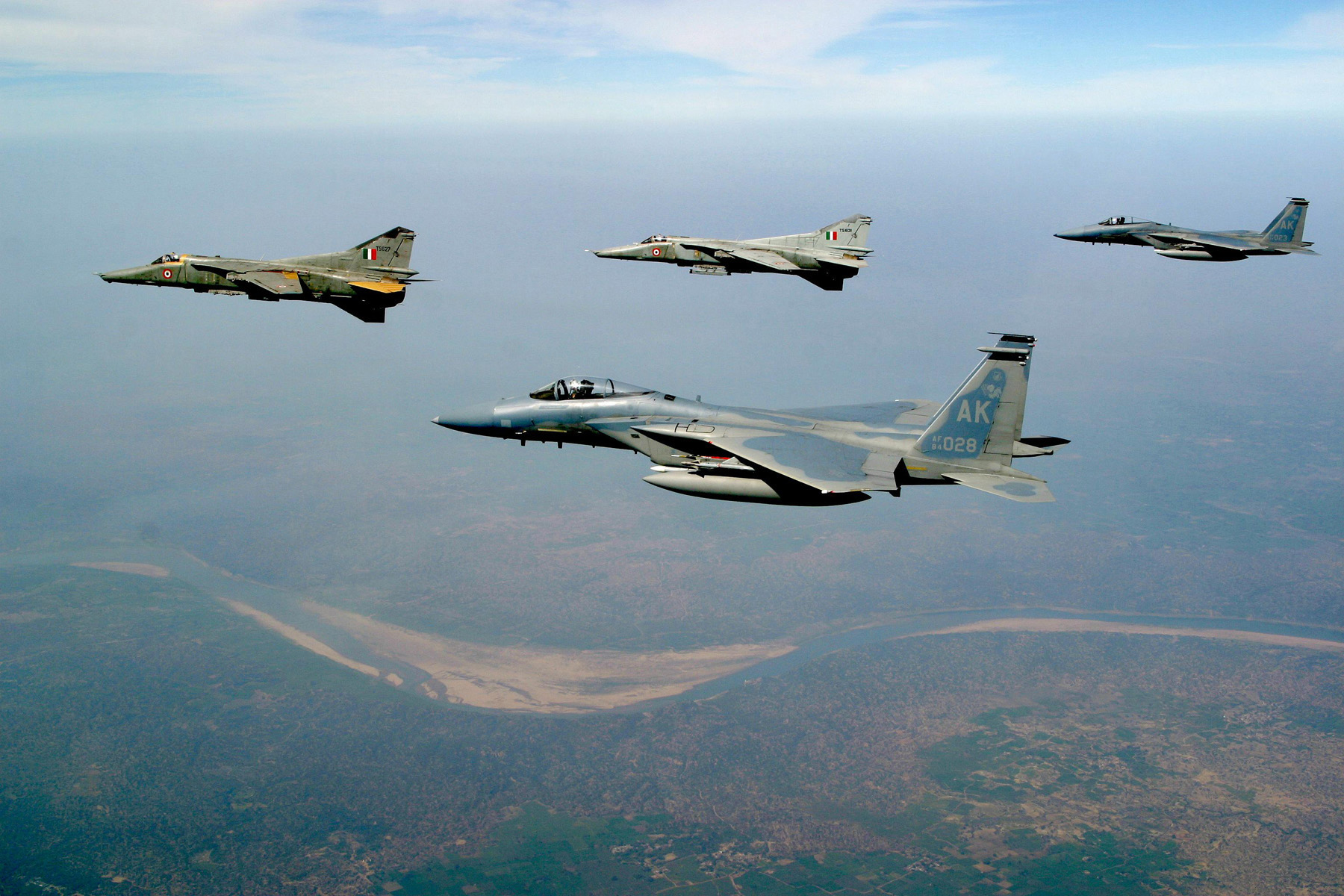
МиГ-27 и F-15 в одном строю. Совместные учения Индии и США. 2004 год.

На экспорт в Индию поставлялись МиГ-27МЛ. Также, эти самолёты производились там по лицензии. В СССР главным подрядчиком стал Иркутский авиазавод. МиГ-27МЛ (изделие 32-29Л; название в индийских ВВС «Бахадур», инд. «Отважный»), являясь экспортным вариантом МиГ-27М, был практически идентичен своему советскому аналогу, и отличался в основном только упрощенным составом вооружения и иными ответчиками системы госопознавания. Отличием этой модификации также являлось использование ПрНК-44Л с БЦВМ «Орбита 10-15-44Л».
Поставки первых МиГ-27МЛ в ВВС Индии начались в 1984 году (собраны на Иркутском авиазаводе). Сборка индийских самолётов была налажена на авиазаводе в Насике с 1985 году и завершилась в 1996 году. Всего, с учётом советских поставок, индийские ВВС получили 210 МиГ-27М. К 2000 году в распоряжении Индии осталось 195 МиГ-27МЛ и 85 МиГ-23БН, из числа которых 189 и 79 машин соответственно несли службу в ударных эскадрильях, а ещё по 6 машин каждого типа находились в учебном центре.
Индийские МиГ-27 имеют довольно высокий уровень аварийности. С 2001 по февраль 2010 года в лётных происшествиях было потеряно около 12 самолётов, в основном из-за дефектов двигателей. В течение 2010 года разбилось пять самолётов, и после одной из катастроф полёты всех МиГ-27 были прекращены на четыре месяца. По мнению пилота ВВС Индии Ашумана Маинкара, МиГ-27 был единственным самолётом, у которого взрыв двигателя являлся обыденным лётным происшествием. 
27 декабря 2019 года индийские ВВС официально сняли с вооружения истребители-бомбардировщики МиГ-27.

## Сохранившиеся экземпляры
| Тип                | Бортовой номер | Местонахождение                                                                                        | Изображение                                                                     |
| ------------------ | -------------- | --- | ------------------------------------------------------------------------------- |
| МиГ-27Д            | 01             | Самолёт-памятник в п. Высокий (Мурманская область)                                                     |                                                                                 |
| МиГ-27К            | 26             | Самолёт в музее ПВО г. Кыштым (Челябинская область)                                                    | фото                                                                            |
| МиГ-27             | 01             | Самолёт в музее в Монино (Московская область)                                                          |                                                                                 |
| МиГ-27             |                | Самолёт в Техническом музее Тольятти                                                                   |                                                                                 |
| МиГ-27             |                | Самолёт-памятник Иркутский авиационный завод                                                           | фото                                                                            |
| МиГ-27К            |                | Самолёт-памятник г. Киров, Калужская область                                                           |                                                                                 |
| МиГ-27             | 41             | Самолёт в Парке Победы г. Казань                                                                       |                                                                                 |
| МиГ-27К (МиГ-23БК) |                | Самолёт-памятник на въезде в п. Белоозёрский, Московская область                                       |                                                                                 |
| МиГ-27             | 41             | В Саратове на Соколовой горе в Парке Победы                                                            |                                                                                 |
| МиГ-27К            | 03             | Экспонат Музея ВВС ВС Украины в г. Винница                                                             |                                                                                 |
| МиГ-27             |                | Музей партизанской славы «Спадщанский лес», расположен в Путивльском районе Сумской области на Украине |                                                                                 |
| МиГ-27К            |                | Музей авиационной техники при Минском аэроклубе ДОСААФ, близ деревни Копище, Минская область           |                                                                                 |
| МиГ-27             |                | Музейный комплекс УГМК, Верхняя Пышма Свердловская область                                             |                                                                                 |
| МиГ-23БН           | 23             | Королевский музей армии и военной истории Бельгии, Брюссель Бельгия                                    | Royal Military Museum, Brussels - Mikoyan-Gurevich MiG-23 Flogger (11448898495) |